# Erika Mahringer
Erika Mahringer, detta Riki (Linz, 16 novembre 1924 – Mayrhofen, 30 ottobre 2018) è stata una sciatrice alpina austriaca.

## Carriera
Alle Olimpiadi invernali di St. Moritz 1948 raccolse due medaglie di bronzo, uno nello slalom speciale e l'altra nella combinata nordica.

## Palmarès

### Olimpiadi
- 2 medaglie, tutte valide anche ai fini dei Mondiali:
  - 2 bronzi (slalom speciale e combinata a Sankt Moritz 1948).